# Dermatosorus fimbristylidis
Dermatosorus fimbristylidis är en svampart som först beskrevs av Thirum. & Naras., och fick sitt nu gällande namn av Langdon 1977. Dermatosorus fimbristylidis ingår i släktet Dermatosorus och familjen Anthracoideaceae.   Inga underarter finns listade i Catalogue of Life.